# Manuela Gretkowska

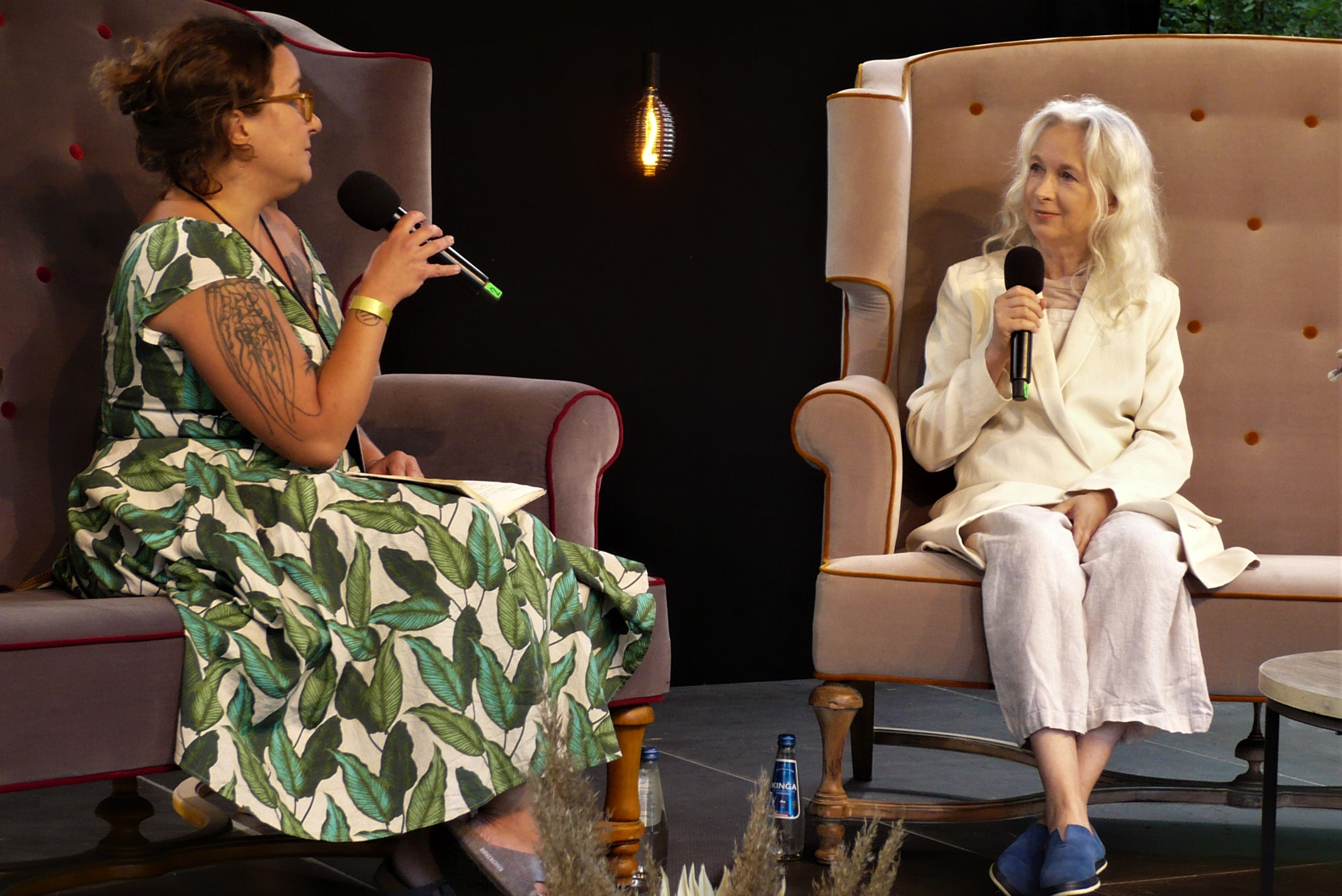
Olga Wróbel i Manuela Gretkowska, VIII Festiwal Góry Literatury. Pałac w Sarnach, 2022

Manuela Gretkowska (ur. 6 października 1964 w Łodzi) – polska pisarka, felietonistka, scenarzystka filmowa i działaczka społeczna, założycielka polskiej Partii Kobiet, glazurnik. Zwyciężczyni plebiscytu czytelników tygodnika „Wysokie Obcasy” na Polkę Roku 2007. Nagrodzona Fenomenem 2006 przez redakcję tygodnika „Przekrój” oraz Elle Style Award 2007 w kategorii: Osoba Publiczna.

## Życiorys
Wychowała się na łódzkich Bałutach w rodzinie oddziałowej oraz inspektora sanepidu. Uczyła się w XXIV Liceum Ogólnokształcącym w Łodzi; w 1983 zdała maturę. Ukończyła filozofię na Uniwersytecie Jagiellońskim w Krakowie. W okresie studenckim pozostawała pod silnym wpływem antropologa, prof. Andrzeja Wiercińskiego. W Krakowie współpracowała z pismem „brulion”.
W 1988 wyjechała do Francji i w Paryżu ukończyła antropologię w École des hautes études en sciences sociales. Na początku lat 90. wróciła do kraju. Była zastępczynią redaktorki naczelnej „Elle”, a potem dyrektorką literacką tego pisma. Pisała felietony do „Elle”, „Cosmopolitan”, „Wprost”, „Polityki”, „Machiny”, „Cogito”.
Debiutowała powieścią My zdies’ emigranty (1991), w której w sposób ironiczny opowiedziała o doświadczeniach młodego pokolenia ludzi wyjeżdżających z Polski. Jej twórczość przychylnie ocenił Czesław Miłosz, którego wypowiedź opublikowano w pierwszym wydaniu. Następne trzy książki opisywały żywot zamieszkałej we Francji współczesnej bohemy artystyczno-intelektualnej. Tarot paryski (1993), Kabaret metafizyczny (1994) oraz Podręcznik do ludzi. Tom pierwszy i ostatni: czaszka (1996) łączy fascynacje gnozą, kabałą, postacią Marii Magdaleny i motywem czaszki w kulturze światowej. W tym czasie pisarka zyskała opinię „skandalistki” i „postmodernistki”. Jej proza unikała patetycznego języka, bliżej jej było do lekkości i uszczypliwości eseju. W 1996 napisała scenariusz do filmu Andrzeja Żuławskiego Szamanka.

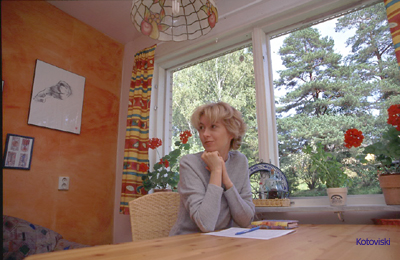
Manuela Gretkowska, Sztokholm, 2002

W 1997 wyjechała do Szwecji. Wydała kilka opowiadań zebranych w książce Namiętnik (1998), relacje ze światowych podróży Światowidz (1998) oraz felietony pod wspólnym tytułem Silikon (2000). Współtworzyła scenariusz pierwszego sezonu serialu obyczajowego Miasteczko (2000).
Późniejsza jej twórczość skłaniała się ku prozie osobistej, niemal intymnej. Polka (2001) była dziennikiem ciąży pisarki, zaś Europejka (2004) przynosi dowcipny obraz zmieniającej się Polski, widziany oczyma Gretkowskiej – intelektualistki. Polka była ponadto nominowana do Nagrody Literackiej Nike w 2002. W 2003 autorka wraz z partnerem Piotrem Pietuchą napisała Sceny z życia pozamałżeńskiego. Trzy lata później napisała dla miesięcznika „Sukces” felieton nieprzychylny braciom Kaczyńskim. Miesięcznik trafił do kiosków z tym tekstem wyciętym (dosłownie) z każdego egzemplarza.
Jej powieści były tłumaczone na języki: francuski, litewski, rosyjski, serbski, ukraiński, węgierski.
W 2007 przekształciła ruch społeczny „Polska jest kobietą” w nową partię polityczną – Partię Kobiet. W październiku 2007, po wyborach parlamentarnych, w których ubiegała się o mandat poselski, zrezygnowała z kierowania partią, pozostając jej przewodniczącą honorową.
Do lipca 2022 była felietonistką Newsweek Polska.
4 kwietnia 2024 roku ukończyła kurs glazurnictwa, prowadzony przez Zakład Doskonalenia Zawodowego w Warszawie.
Jej pierwszym mężem był Cezary Michalski. Mieszkała we wsi Ustanów z córką Polą i mężem Piotrem Pietuchą, psychoterapeutą i pisarzem. Pobrała się z nim po 20 latach związku. Miała także przelotny romans z Andrzejem Żuławskim.

## Twórczość

### Książki
- My zdies’ emigranty (Wydawnictwo X 1991; Wydawnictwo W.A.B. 1995, 1999)
- Tarot paryski (Oficyna Literacka 1993; Wydawnictwo W.A.B. 1995, 1999)
- Kabaret metafizyczny (Wydawnictwo W.A.B. 1994, 1997, 1999)
- Podręcznik do ludzi (Wydawnictwo Beba Mazeppo 1996; Wydawnictwo W.A.B. 1999)
- Namiętnik (Wydawnictwo W.A.B. 1998, 2005, 2007, 2008)
- Światowidz (Wydawnictwo W.A.B. 1998, 2001)
- Silikon (Wydawnictwo W.A.B. 2000)
- Polka (Wydawnictwo W.A.B. 2001, 2003, 2007, 2012; Libros – Grupa Wydawnicza Bertelsmann Media 2002)
- Sceny z życia pozamałżeńskiego (Wydawnictwo W.A.B. 2003, 2005, 2007, 2011)
- Europejka (Wydawnictwo W.A.B. 2004, 2007, 2012)
- Kobieta i mężczyźni (Świat Książki 2007)
- Na dnie nieba (Świat Książki 2007)
- Obywatelka (Świat Książki 2008)
- Miłość po polsku (Świat Książki 2010, 2014)
- Trans (Świat Książki 2011)
- Agent (Świat Książki 2012)
- Marysiu, jak myślisz? (Świat Książki 2013) – ilustracje Magdalena Wosik
- Miłość klasy średniej (Świat Książki 2015) – wspólnie z Piotrem Pietuchą
- Filozofia na wynos (Narodowe Centrum Kultury 2016) – ilustracje Henryk Sawka
- Kosmitka (Świat Książki 2016)
- Na linii świata (Wydawnictwo Znak Literanova 2017)
- Trudno z miłości się podnieść (Prószyński Media, 2019) – rozmowa z Patrycją Pustkowiak
- Wenecja. Miasto, któremu się powodzi (Wydawnictwo Wielka Litera, 2020)[27]
- Faworyty (Wydawnictwo Znak Literanova 2020)
- Mistrzyni. Powieść inspirowana życiem Lucyny Ćwierczakiewiczowej (Wydawnictwo Znak Literanova 2021)
- Przeprawa (Wydawnictwo Znak Literanova 2023)
- Posag dla Polki (Wydawnictwo Znak Literanova 2024)

### Scenariusze filmowe
- Szamanka (1996)
- Miasteczko (serial telewizyjny)

### Radio
Współpracowała z radiem RMF FM przy audycji „Świat na żółto i na niebiesko”.